# Ribautiana trifurcata
Ribautiana trifurcata är en insektsart som beskrevs av Sharma 1984. Ribautiana trifurcata ingår i släktet Ribautiana och familjen dvärgstritar. Inga underarter finns listade i Catalogue of Life.